# Yosef Haim Brenner
Yosef Haim Brenner (Hebreeuws: יוסף חיים ברנר), ook wel Yosef Chaim Brenner of Joseph Chaim Brenner, (Novi Mlini (Gouvernement Tsjernigov), 11 september 1881 - Jaffa, 2 mei 1921) was een in Rusland geboren schrijver. Hij schreef in het Hebreeuws en wordt beschouwd als een van de pioniers van de moderne Hebreeuwse literatuur.

## Biografie
Brenner werd geboren in een arm Joods gezin in Novi Mlini in het Russische Rijk (thans Oekraïne). Zijn ouders Shlomo Brenner en Chaya Raisel kregen na hem nog vijf kinderen: Samuel, Ahuva, Batya, Meir en Benjamin. Brenner studeerde aan een jesjiva in Pochep en publiceerde in 1900 zijn eerste verhaal, 'Pat lechem' (Hebreeuws voor 'Een brood'), in de Hebreeuwstalige krant HaMelitz. In 1901 volgde een verzameling korte verhalen.
In 1902 werd Brenner opgeroepen voor het Russische leger. Twee jaar later, toen de Russisch-Japanse oorlog uitbrak, vertrok hij. Aanvankelijk werd hij gevangengenomen, maar Brenner wist te ontsnappen naar Londen met de hulp van de Algemene Joodse Arbeidersbond, waaraan hij zich tijdens zijn jeugd had aangesloten.
Brenner woonde van 1904 tot 1907 in een appartement in Whitechapel, dat tevens dienst deed als kantoor voor HaMe’orer. Dit Hebreeuwstalige tijdschrift redigeerde en publiceerde Brenner in 1906 en 1907. Het was in deze periode dat Brenner zijn verhalen 'Bahoref' (Hebreeuws voor 'In de winter') en 'Misaviv lanekudah' (Hebreeuws voor 'Rond het punt') in het tijdschrift Shiloah publiceerde. De joodse schrijver en dichter Chajiem Nachman Bialik was de redacteur van dit tijdschrift.
In 1908 verhuisde Brenner naar Lviv, Galicië.

## Leven in het Land van Israël
Niet veel later, in 1909, ging hij op alia naar Palestina, dat toen deel uitmaakte van het Ottomaanse Rijk. Daar werkte hij als boer en wilde graag zijn zionistische opvattingen in de praktijk brengen. Brenner kon echter de inspanning van het werk niet aan en ging lesgeven aan het Hebreeuws Gymnasium Herzliya in Tel Aviv. Daarnaast wijdde hij zich aan de literatuur. In zijn literaire werk prees hij het streven van de zionisten, maar sprak hij zichzelf ook tegen. Brenner beweerde namelijk dat het Land van Israël slechts een zoveelste diaspora was, niet veel anders dan andere diaspora's. Hij meende dat literatuur geschreven moest worden zonder enige ideologische vooringenomenheid.
In 1913 trouwde Brenner met Chaya, met wie hij een zoon kreeg, Uri. Het huwelijk hield echter niet lang stand en Chaya vertrok met hun kind naar Berlijn. In 1917 werden de joodse inwoners van Jaffa door de Ottomaanse regering verdreven en verhuisde Brenner naar Hadera. Pas na de bezetting door het Britse leger keerde hij terug naar Jaffa.

## Schrijfstijl en thematiek
Brenner was een zeer experimentele schrijver, zowel in taalgebruik als in literaire vorm. Met het modern Hebreeuws nog in de kinderschoenen improviseerde hij met een intrigerende mix van Hebreeuws, Aramees, Jiddisch, Engels en Arabisch. Door het gebruik van leestekens en ellipsen probeerde Brenner het leven realistisch weer te geven.
Een terugkerend thema in het werk van Brenner is de confrontatie met de lelijke en wrede wereld. Personages lijden niet zelden aan ziekten of depressies. Brenner zelf was een eenzaam persoon met weinig sociale contacten, vatbaar voor afzondering en achterdocht. De relaties die hij had, waren dan ook meestal problematisch.
De hoofdpersonages vertonen seksuele onhandigheid, frustratie, afwijzing en homo-erotische neigingen. Ondanks de hints, zijn korte huwelijk en intense relaties met mannelijke vrienden, blijft het onduidelijk of Brenner homoseksueel dan wel biseksueel was. Door de dubbelzinnigheid in zijn literaire werk, zien historici echter een man die worstelde met zijn seksuele identiteit.

## Overlijden en herdenking
Tijdens de Jaffa-rellen in mei 1921 werd Brenner in Jaffa vermoord. Naast hem werden ook zijn huisgenoot Yosef Louidor en vijf andere joodse mannen vermoord. Hun lichamen werden door hun moordenaars opgehangen aan de muren van een islamitische begraafplaats. Op de plaats van de moord staat nu het centrum voor de jongerenorganisatie van de Histadrut, het nationale vakbondscentrum van Israël.
De Regionale raad van Brenner is een raad in Israël, die naar Brenner is vernoemd. Daarnaast riep men de prestigieuze Brenner-prijs in het leven; het is de hoogste literaire onderscheiding in Israël. Tevens zijn er veel straten naar Brenner vernoemd.
In 2015 maakte Yair Qedar een documentaire over Brenner, The Awakener getiteld.

### Biografie
- 2014: Anita Shapira, Yosef Haim Brenner: A Life (In 2008 in het Hebreeuws verschenen onder de titel Brenner: Sipur chayim (ברנר - סיפור חיים))

- Bibsys: 1523345890088
- Bibliothèque nationale de France: cb120222199 (data)
- CiNii: DA07642990
- Gemeinsame Normdatei: 118943359
- International Standard Name Identifier: 0000 0001 0871 8082
- Library of Congress Control Number: n50044279
- Nationale Bibliotheek van Tsjechië: ola2002153779
- Nationale bibliotheek van Australië: 36539617
- Nationale Bibliotheek van Israël: 987007259059805171
- Nederlandse Thesaurus van Auteursnamen: 110331869
- LIBRIS: 42844
- SNAC: w60k53g3
- Système universitaire de documentation: 027930882
- Trove: 1280654
- Virtual International Authority File: 14782811
- WorldCat: E39PBJfX363m9cGfWKfvk9TJXd